# Tarento
Tarento (en italiano Taranto) es una ciudad del sur de Italia, en la región de Apulia. Ubicada a orillas del mar Jónico, en el istmo de la península salentina, da nombre al golfo de Tarento. El casco antiguo de la ciudad se sitúa en una pequeña isla entre el Mediterráneo y el mare Piccolo, una bahía casi cerrada. Fue fundada en el año 706 a. C. con el nombre de Taras.
Es capital de la provincia de Tarento. Actualmente, según cifras oficiales, cuenta con una población aproximada de 201 861 habitantes (28-02-2015), tiene un área de 217 km². Es la segunda ciudad de la Apulia y la tercera más grande del sur de Italia.[cita requerida] Sede de un gran puerto industrial y comercial, y de un arsenal de la Marina Militar Italiana, alberga un importante centro industrial con bases siderúrgicas (el mayor centro siderúrgico de Europa), petroquímicas y astilleros navales.

## Toponimia
El español recibe el nombre de Tarento. En italiano el topónimo es Taranto (léase "Táranto"). En griego antiguo Τάρας / Táras y en latín Tarentum.

## Historia

### Orígenes
Colonia griega con el nombre de Taras o Tarantos, dio su nombre al golfo donde se situó (golfo de Tarento). Fue fundada hacia el 706 a. C. por colonos dorios, como la única colonia espartana, con poca diferencia de tiempo con la fundación de las colonias de Sibaris y Crotona. 
Los colonos eran jóvenes que habían nacido durante la primera guerra mesenia y sobre cuyos orígenes existían dudas; intentaron una revolución en Esparta que fracasó y decidieron emigrar dirigidos por Falanto. Se les conocía con el nombre de partenias (latín parthenii), hijos de mujeres espartanas solteras y perioikoi (hombres libres, pero sin ciudadanía espartana). 
Tarento era probablemente entonces una población nativa, cuyo nombre fue adoptado por los colonos, y probablemente era el mismo nombre que el actual río Taras, si bien los griegos atribuyeron el nombre al héroe legendario Taras, supuesto hijo de Poseidón y de una ninfa de la región. Con el tiempo, Taras fue objeto de culto y también Falanto, y las dos figuras llegaron a confundirse. 

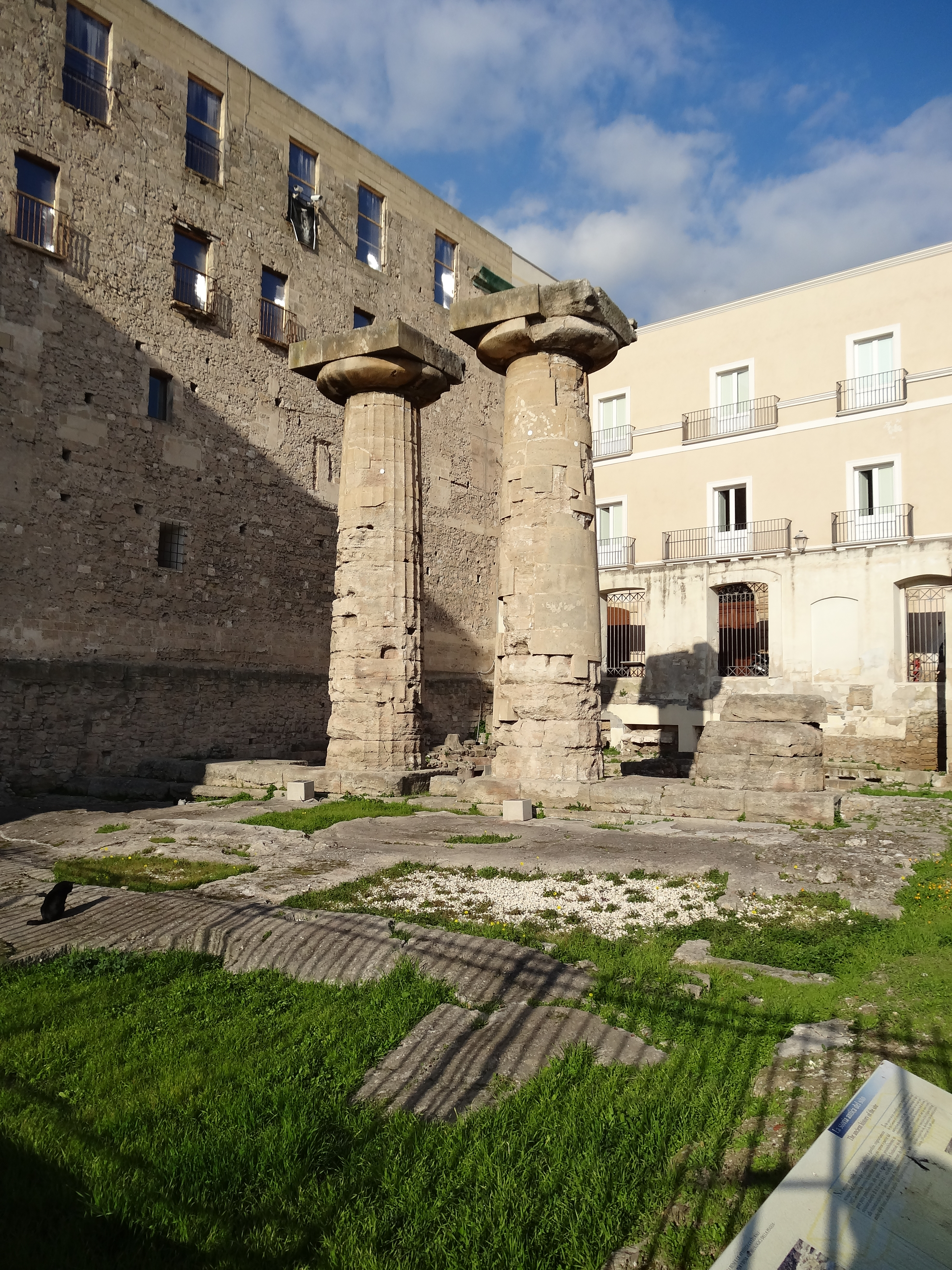
Columnas dóricas de Tarento.

Como su puerto era el único del golfo de un tamaño aceptable y la ciudad estaba muy bien situada geográfica y estratégicamente, se convirtió en un gran emporio comercial, en una de las principales polis de la Magna Grecia, y muy próspera, a pesar de que sus tierras no eran muy fértiles, pero con muchos olivos y viñas.
Los tarentinos extendieron sus dominios sobre las tierras vecinas y se enfrentaron con los pobladores yapigios autóctonos, con nativos del interior, los mesapios y los peucetios, a los que derrotaron en repetidas ocasiones y se apoderaron de sus ciudades.

### SigloVa.C.
Hasta que un día del 473 a. C., los tarentinos, que combatían junto con tropas de Regio, fueron derrotadas severamente por los mesapios, y cayó el gobierno aristocrático (un rey a la manera de Esparta) y se impuso una democracia. 
Más tarde se opuso a que la colonia panhelénica de Turios dominase el territorio de Siritis, cosa extraña ya que este estaba separado del territorio de Tarento por el de Metaponto. Como los habitantes de Turios no cejaron en su empeño, estalló la guerra y Turios contó con la ayuda del exiliado espartano Cleándridas. Al final se llegó a un acuerdo por el cual en el territorio disputado se creó una nueva colonia conjunta llamada Heraclea (432 a. C.), que a pesar de ser común a ambas ciudades, sería considerada únicamente colonia de Tarento.
Durante la expedición a Sicilia de los atenienses, los tarentinos se negaron a proporcionar avituallamiento y asistencia a la flota expedicionaria, si bien sí que proveyeron a los barcos corintios y lacedemonios.

### SigloIVa.C.
Durante el siglo IV a. C., la paz y la prosperidad fue general. El gobierno fue influido o ejercido por Arquitas, filósofo pitagórico, que fue estratego al menos siete veces y salió triunfante en sus batallas, seguramente contra los mesapios (hacia 380-360 a. C.)
Los tiempos de paz terminaron cuando se inició la guerra contra los lucanos. Arquidamo III, rey de Esparta, dirigió una expedición a Italia hacia el 346 a. C. Lo único que se sabe de esta expedición, que duró unos años, es que acabó con una derrota hacia el 338 a. C. en Manduria, a unos 40 km de Tarento, en la que murió. Fue una victoria conjunta de los lucanos y de los mesapios, lo que propició la alianza posterior entre ambos pueblos.
En el 332 a. C., Alejandro rey de los molosos del reino de Epiro, fue invitado por los tarentinos a sumarse en la lucha contra los mesapios, y estuvo batallando en la zona hasta el 326 a. C.; primero derrotó a los mesapios y les obligó a firmar la paz, y después combatió a los lucanos y a los brutios. Los lucanos y los samnitas fueron derrotados en una gran batalla cerca de Paestum, y Alejandro penetró en el corazón del territorio de Bruttium. Pero enemistado con los tarentinos se volvió contra ellos y ocupó Heraclea y planeó transferir la sede del congreso de las ciudades griegas de la Magna Grecia (que estaba en Heraclea) a una ciudad en territorio de Turios, junto al río Acalandros, pero murió en el 326 a. C. antes de llevarlo a término. 
En el 326 a. C., Tarento prometió ayudar a Nápoles contra Roma, pero nunca lo cumplió y se limitó a incitar a los lucanos contra Roma. En el 321 a. C., los tarentinos hicieron de mediadores entre romanos y samnitas y amenazaron con la guerra al bando que no detuviera las hostilitades, amenaza que no se materializó. 
En el 303 a. C., hicieron un tratado por el cual se estableció que los romanos no podrían traspasar el Cabo Lacinio, pero los romanos violaron el acuerdo en el 302 a. C., cuando una flota dirigida por L. Cornelius irrumpió en el golfo de Tarento para aportar ayuda a Turios, y estuvo a la vista de la ciudad tarentina. 
En el 303 a. C., los tarentinos tuvieron que solicitar ayuda a los espartanos. Un ejército mercenarios dirigido por Cleónimo, tío del rey de Esparta llegó a Tarento. Los lucanos y mesapios pidieron la paz; pero Cleónimo se enemistó con los tarentinos por su arrogancia y su lujuria, por lo que estos solicitaron asistencia a Agatocles, que según parece no se la prestó, dado que era aliado de los yapigios y los peucetios.

### SigloIIIa.C.
Los romanos ayudaron a Turios contra los lucanos en el 283 a. C., durante la cuarta guerra samnita. Los tarentinos atacaron a la flota romana y hundieron cuatro naves y capturaron una. A continuación atacaron a Turios, con la excusa de que habían llamado a los romanos, y ocuparon la ciudad y expulsaron a la guarnición romana. Roma envió embajadores para exigir explicaciones, pero las peticiones romanas fueron rechazadas y la embajada romana fue maltratada. Roma les declaró la guerra en el 281 a. C., guerra que se condujo con poca energía. 
Los tarentinos pidieron ayuda al rey Pirro de Epiro, que envió a su general Milo a ocupar la ciudadela de Tarento con tres mil hombres, y él mismo acudió poco después.

Los tarentinos en esta época eran muy refinados y no les interesaba demasiado la guerra, aunque podían disponer de importantes fuerzas: un cuerpo de caballería y un importante contingente de la falange con armamento pesado, llamado el Leucáspides (por sus escudos blancos), que lucharon al lado de Pirro, especialmente en la batalla de Ásculo. Después de un tiempo de victorias, Pirro fue al final derrotado por Curi y se retiró de Italia en el 274 a. C. dejando al general Milo con una guarnición. Los tarentinos se dividieron entre los partidarios de someterse a Roma y los partidarios de pedir ayuda a Cartago. Una flota cartaginesa fue enviada a Tarento, pero llegó demasiado tarde, cuando Milo ya había capitulado y había rendido la ciudadela al cónsul romano Papirius (272 a. C.).

### La Tarento romana
Desde entonces, Tarento quedó sujeta a Roma, pero la ciudad permaneció formalmente independiente y los ciudadanos tenían sus propias leyes y conservaron sus tierras. Una legión romana se estacionó en Tarento. Los romanos la llamaban Tarentum.
Durante la primera guerra púnica, los tarentinos proveyeron de barcos a los romanos. En la segunda guerra púnica, la ciudad fue una base militar romana. Aníbal planeó ocuparla para asegurarse las comunicaciones con África y el partido cartaginés en la región abrió negociaciones con el general cartaginés después de Cannas, pero la guarnición romana de la ciudad impidió cualquier tentativa, hasta que en 212 a. C., los cabecillas del partido cartaginés, Nico y Filemenos, tomaron el poder y redujeron a la guarnición romana en la ciudadela y como el ataque fracasó la ciudadela fue asediada por tierra y mar; el asedio duró dos años, en los cuales los asediados pudieron recibir algunos suministros por naves romanas que rompían el bloqueo; una flota enviada por Roma bajo el mando de Quincio fue derrotada por los tarentinos.
En 209 a. C., Quinto Fabio Máximo marchó contra Tarento y la sitió y se acantonó al norte de la ciudad, pudiendo entrar en contacto con Livio, comandante de la ciudadela. Pero accidentalmente los romanos pudieron sorprender y ocupar la ciudad casi sin lucha y la guarnición cartaginesa fue exterminada junto con muchos habitantes que habían favorecido a los cartagineses. Livio respetó los monumentos y edificios, si bien se trasladó a Roma la estatua de Heracles de Lisipo, que adornó el Capitolio.
Se logró un gran botín, que incluía mucho oro. Durante los intentos cartagineses de ocupar la ciudad, los asedios y la reconquista romana, Tarento quedó maltrecha. Fabio se opuso a reducir la ciudad a la misma condición que Capua, y la decisión se pospuso hasta el final de la guerra, pero no se sabe cuál fue la decisión final del Senado, pero aparece en el periodo siguiente reteniendo aún parte de su libertad como una ciudad federada y aliada.
Un pretor romano fue enviado al sur de Italia y fijó su residencia habitual en Tarento. El pretor L. Postumius investigó en 185 a. C., los ritos de las bacanales que se hacían en la ciudad, tanto entre los ciudadanos como entre los esclavos.
En 123 a. C., Cayo Sempronio Graco estableció una colonia romana en Neptunia, en el territorio de Tarento. Si bien la colonia adquirió prosperidad, la ciudad de Tarento fue decayendo poco a poco, pero se mantuvieron la lengua y las costumbres griegas, como pasaba también en Nápoles y Regio. El puerto la preservó de una decadencia más profunda, como fue el caso de otras polis de la Magna Grecia.
En Tarento firmaron un acuerdo Marco Antonio y Octavio, en 36 a. C. En los años siguientes el puerto de Brundusium adquirió más importancia y propició el declive de Tarento.
Con el emperador romano Nerón, se estableció allí otra colonia, de veteranos, que no  arraigó.

### Siglos posteriores
No vuelve a aparecer en la historia hasta el siglo IV d. C., cuando se había recuperado y mantenía la importancia de su puerto.
Más tarde el Imperio bizantino capturó la ciudad gracias al general Belisario pero el ostrogodo Totila la recuperó en 549. Nuevamente otro general bizantino, Narsés, entregó la ciudad a Constantinopla hasta que fue ocupada por el duque lombardo de Benevento, Romualdo, en 661. 

Tarento en una ilustración de la Edad Moderna

En el siglo IX fue conquistada por los musulmanes, quienes establecieron un emirato de Tarento durante los años 840-880. Una flota veneciana enviada para retomar la ciudad por petición del emperador bizantino Teófilo fue destruida por los árabes en 840. Bizancio logró recuperar la ciudad en el año 880, en el marco de la reconquista del sur de Italia llevada a cabo por Basilio I.
Los griegos la conservaron hasta que Roberto Guiscardo la ocupó en 1063 y desde entonces fue un principado.
El principado de Tarento fue independiente hasta su incorporación al Reino de Nápoles en el siglo XV. Tarento fue una base naval importante de la Monarquía Hispánica. Posteriormente formó parte del Reino de Nápoles y de las Dos Sicilias, hasta su incorporación a Italia en 1861. 
Fue base aliada en la Primera Guerra Mundial. Durante la Segunda Guerra Mundial, el 11 de noviembre de 1940 Tarento fue atacada por sorpresa por la aviación naval británica. Un acorazado italiano fue hundido y otros dos averiados, así como otras naves de menor porte.

## Clima
| Parámetros climáticos promedio de Tarento                                                                                              | Parámetros climáticos promedio de Tarento | Parámetros climáticos promedio de Tarento | Parámetros climáticos promedio de Tarento | Parámetros climáticos promedio de Tarento | Parámetros climáticos promedio de Tarento | Parámetros climáticos promedio de Tarento | Parámetros climáticos promedio de Tarento | Parámetros climáticos promedio de Tarento | Parámetros climáticos promedio de Tarento | Parámetros climáticos promedio de Tarento | Parámetros climáticos promedio de Tarento | Parámetros climáticos promedio de Tarento | Parámetros climáticos promedio de Tarento |
| Mes | Ene.                                      | Feb.                                      | Mar.                                      | Abr.                                      | May.                                      | Jun.                                      | Jul.                                      | Ago.                                      | Sep.                                      | Oct.                                      | Nov.                                      | Dic.                                      | Anual                                     |
| --- | ----------------------------------------- | ----------------------------------------- | ----------------------------------------- | ----------------------------------------- | ----------------------------------------- | ----------------------------------------- | ----------------------------------------- | ----------------------------------------- | ----------------------------------------- | ----------------------------------------- | ----------------------------------------- | ----------------------------------------- | ----------------------------------------- |
| Temp. máx. abs. (°C) | 20.0                                      | 21.0                                      | 28.0                                      | 29.0                                      | 34.0                                      | 40.8                                      | 43.0                                      | 42.0                                      | 39.0                                      | 32.2                                      | 26.4                                      | 23.0                                      | 43.0                                      |
| Temp. máx. media (°C) | 12.3                                      | 12.8                                      | 15.0                                      | 17.8                                      | 22.4                                      | 26.7                                      | 29.8                                      | 29.6                                      | 26.5                                      | 21.8                                      | 17.3                                      | 13.6                                      | 20.5                                      |
| Temp. media (°C) | 9.1                                       | 9.5                                       | 11.4                                      | 14.0                                      | 18.2                                      | 22.3                                      | 25.1                                      | 25.1                                      | 22.2                                      | 18.1                                      | 13.8                                      | 10.4                                      | 16.6                                      |
| Temp. mín. media (°C) | 6.0                                       | 6.2                                       | 7.8                                       | 10.2                                      | 14.0                                      | 18.0                                      | 20.5                                      | 20.7                                      | 18.0                                      | 14.4                                      | 10.4                                      | 7.2                                       | 12.8                                      |
| Temp. mín. abs. (°C) | -10.0                                     | -5.0                                      | -6.4                                      | -2.4                                      | 2.0                                       | 7.4                                       | 8.8                                       | 10.2                                      | 6.4                                       | 1.0                                       | -3.0                                      | -4.8                                      | -10.0                                     |
| Precipitación total (mm) | 45                                        | 45                                        | 42                                        | 29                                        | 22                                        | 12                                        | 11                                        | 20                                        | 23                                        | 63                                        | 52                                        | 61                                        | 425                                       |
| Días de precipitaciones (≥ 1.0 mm) | 6                                         | 6                                         | 5                                         | 5                                         | 4                                         | 2                                         | 2                                         | 3                                         | 3                                         | 6                                         | 6                                         | 7                                         | 55                                        |
| Horas de sol | 126                                       | 131                                       | 156                                       | 221                                       | 284                                       | 316                                       | 341                                       | 327                                       | 246                                       | 197                                       | 140                                       | 110                                       | 2595                                      |
| Humedad relativa (%) | 78                                        | 75                                        | 73                                        | 71                                        | 68                                        | 63                                        | 61                                        | 63                                        | 66                                        | 73                                        | 77                                        | 80                                        | 70.7                                      |
| Fuente n.º 1: Archivio climático Enea-Casaccia (medias y precipitación), Instituto Meteorológico de Dinamarca (horas de sol 1931–1960) |                                           |                                           |                                           |                                           |                                           |                                           |                                           |                                           |                                           |                                           |                                           |                                           |                                           |
| Fuente n.º 2: Servizio Meteorologico (humedad 1961–1990 y extremos 1943–presente)                                                      |                                           |                                           |                                           |                                           |                                           |                                           |                                           |                                           |                                           |                                           |                                           |                                           |                                           |

## Demografía

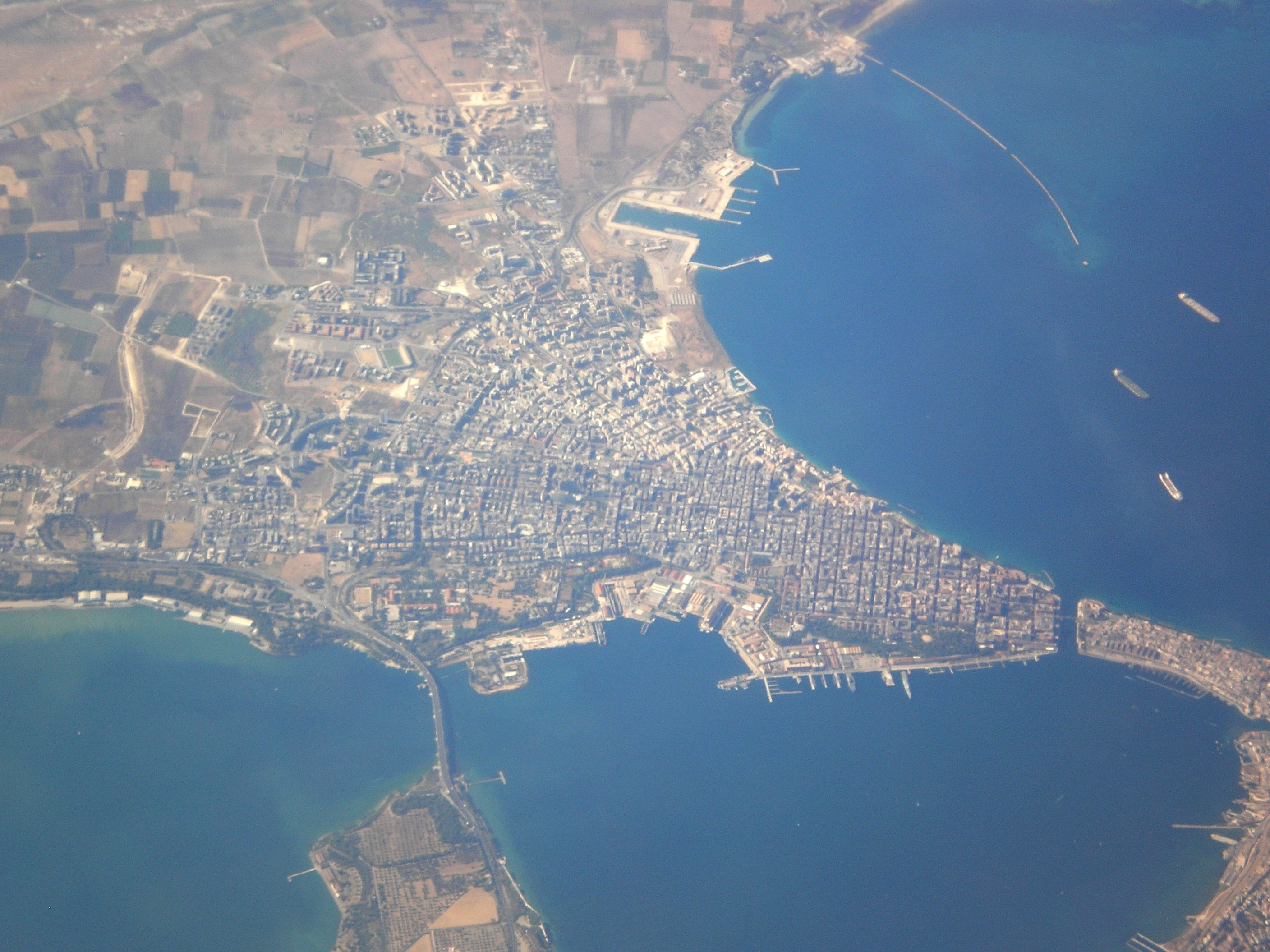
Vista aérea de Tarento en la actualidad

| Gráfica de evolución demográfica de Tarento entre 1861 y 2018 |
|                                                               |
| Fuente ISTAT - elaboración gráfica de Wikipedia               |

## Monumentos y lugares de interés
Tarento presenta en su territorio obras arquitectónicas que testimonian su importancia histórica y cultural: lugares de culto como los restos del templo dórico, los restos arqueológicos de las necrópolis griego-romanas y de las tumbas de habitaciones y la Cripta del Redentor y palacios pertenecidos a familias nobles y a las personalidades ilustres de la ciudad, entre los cuales el Palacio Pantaleo y Palacio d'Ayala Valva.
La ciudad ofrece uno de los panoramas arquitectónicos más ricos y variados de la península itálica: se pasa del románico de la iglesia de San Domenico Maggiore a los palacios en estilo renacentista del Burgo Umbertino, del gótico de la iglesia de Francisco de Paula al barroco de las iglesias y de los palacios señoriales de la "ciudad vieja", de los restos de estructuras medievales (como la torre San Gallo en la aglomeración del centro histórico) a las formas más elegantes de palacios e instalaciones en estilo Liberty y neoclásico. Numerosas también las criptas, los santuarios y los edículos votivos.    

### Arquitectura religiosa

#### Catedral de San Cataldo

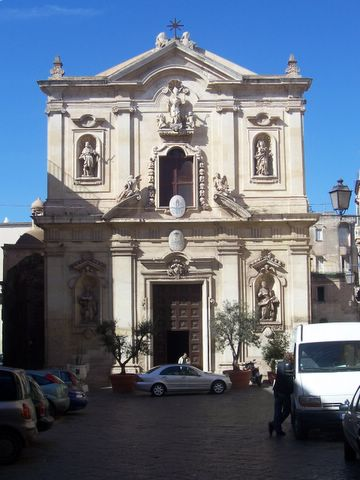
Fachada barroca de la catedral de San Cataldo

La catedral de San Cataldo (o duomo de San Cataldo) es la catedral más antigua de Apulia y se encuentra en el corazón del centro histórico de Tarento, comúnmente conocido como Ciudad Vieja. Dedicada a San Cataldo, obispo irlandés muerto en Tarento en el siglo VI-VII, del cual acoge el sepulcro, fue construida en la segunda mitad del siglo X durante los trabajos de reconstrucción de la ciudad lanzados por el emperador bizantino Nicéforo II Focas, sobre los restos de un edificio religioso medieval que data al menos del siglo VIII. En el siglo XI la obra bizantina fue retocada y se construyó la catedral actual de planta basilical. En 1713 se añadió la fachada barroca. En el siglo XII fue elevado el campanario normando, destruido posteriormente como consecuencia del terremoto de 1456 y reconstruido durante los trabajos de restauración de 1952. la catedral mide 84 metros de largo y 24 de ancho, tiene una nave central, dos laterales y un crucero de una nave.    

#### Iglesia de San Domenico Maggiore
Ubicada en la zona norte della ciudad vieja, la Iglesia de San Domenico Maggiore apoya sus cimientos sobre los restos de un templo griego que data del siglo VI a. C. y forma parte del ex complejo conventual homónimo. Edificada en el 1302 por encargo del noble franco-provenzal Giovanni Taurisano, ha sido objeto de numerosas reestructuraciones a lo largo de los siglos hasta la más significativa entre los siglos XVII y XVII. Aún intactos en la fachada los caracteres del siglo XIV, con el portal agudo con encima

## Transportes
|  | Aeropuerto                       | Código IATA | Código OACI |
|  | -------------------------------- | ----------- | ----------- |
|  | Aeropuerto de Tarento-Grottaglie | TAR         | LIBG        |

## Deportes
| Equipo                     | Deporte | Competición | Estadio                | Creación |
| -------------------------- | ------- | ----------- | ---------------------- | -------- |
| Taranto Football Club 1927 | Fútbol  | Serie D     | Stadio Erasmo Iacovone | 1927     |

| Predecesor: Orán | Ciudad Mediterránea 2026 | Sucesor: Pristina |

## Ciudades hermanadas
Tarento está hermanada con las siguientes ciudades:
- Alicante (España)
- Brest (Francia)
- Donetsk (Ucrania)
- Esparta (Grecia)
- Islamabad (Pakistán)